# Akwarium w Łodzi
Akwarium w Łodzi – placówka akwarystyczna w Łodzi przy ul. Drewnowskiej 58 w kompleksie „Manufaktura”, istniejąca do 2015 roku.
Akwarium obejmowało 32 zbiorniki-akwaria o pojemności od 100 do 1500 litrów. Placówka eksponowała gatunki z pięciu kontynentów: Europa (zwłaszcza Polska), Afryka, Ameryka Południowa, Azja oraz Australia i Oceania. W akwarium prezentowane były m.in.: skrzydlica, murena, przezroczysty sumik szklisty, płaszczka, szczupak i sum.